# Ismail Youssef
Ismail Youssef (28 de junho de 1964) é um ex-futebolista egípcio. Ele competiu na Copa do Mundo FIFA de 1990, sediada na Itália, na qual a seleção de seu país terminou na 20º colocação dentre os 24 participantes.